# سد كبان
 سد كبان (بالتركية: Keban Barajı) سد كهرمائي يقع على مجرى نهر الفرات في محافظة معمورة العزيز بجمهورية تركيا. بدأ بناء السد عام 1966 وافتتح عام 1974، يبلغ ارتفاع السد 207 مترا وتبلغ السعة التخزينية 30.6 مليار متر مكعب من المياه. ويتواجد على السد 8 توربينات لتوليد الكهرباء بقدرة إجمالية تبلغ 1,330 ميغاواط.
سد كبان هو السد الذي انشئ ما بين عامى 1965_1975 في مدينه معمورة العزيز بمنطقة كبان على نهر الفرات بهدف إنتاج طاقة كهربائية0 حجم هيكل السد المكون من نماذج الصخور والخرسانة الثقيله 16و67900متر مكعب، ارتفاعه عن قاع النهر 210و00م، حجم منسوب المياه الطبيعى في البحيرة 31و000و00 م³، منسوب المياه الطبيعى في مساحه البحيرة 675و00متر مربع.
بحيره سد كبان مع هذه الخصائص هي أكبر بحيره صناعيه في تركيا بعد بحيره سد أتاتورك0 أحتلت المستوى الرابع بعد بحيره سد أتاتورك ومدرجه جنباً إلى جنب مع البحيرات الطبيعيه بحيرة وان والبحيرة المالحه0 طول بحيره السد على طول وادى نهر مراد 125كم0 ويختلف اتساعها من مكان إلى اخر0 بالإضافة إلى أنتاج الكهرباء في بحيره سد كبان تم تحقيق إنتاج الأسماك والصيد في الماء0 توجد مناطق استجمام وترفيه والتي أستفاد منها شعب معمورة العزيز والمناطق المجاورة للبحيره0البحيره التي يمكن الانتقال من خلالها إلى مناطق معمورة العزيز، تونجلي برتك، وچميش جازاك بواسطه العبارة تقدم العديد من مطاعم السمك وخاصه في المرافئ والساحل على الطريق السريع معمورة العزيز- بينكل0
كان من الاستثمارات العملاقه الأولى في مجال الطاقة في تركيا 0 بدأ البناء في عام 1965. في عام 1974 دخل إلى الدائرة الكهربائيه لأول مره أكبر اربع مدرجات وفي عام 1981 أيضا أربع توربينات أخرى 0 إجمالى إنتاج الطاقة السنوى 6 مليار كيلوواط ساعي وأجمالى قدرة كهربائية للسد 1330 واط 0 هذه المؤسسة التي غطت وحدها 20٪ من إنتاج الكهرباء بتركيا، تغطى حالياً 8٪ من مجموع الكهرباء المستهلكه0
ونتيجه لذلك سد كبان الذي ظهر على انه أول سد ضخم للهندسة التركيه وهو مصدر فخرها واعتزازها واكتسبت الخبرة في بناء السدود الكبيره من سد سراي يار وسدهيرفانلى في عام 1950.
يقع السد على بعد 45 كم شمال غرب معمورة العزيز، 65 كم شمال شرق ملطية، وأكثر من 10 كم في أدنى مكان بالنهر الذي ينبع من التقاء قاراسو ونهر مراد وهو واحد من اضيق المضائق 0 نهر الفرات الذي نتج عن اتحاد نهرى قاراسو ونهر مراد أعتباراً من هذا التقاطع هو أول مكان مناسب للسد0
نهر الفرات في أوقات مختلفه من السنه له مخطط تدفق مختلف جداً0 متوسط التدفق الحجمي 635م³ بالثانية 0 متوسط معدل تدفقه خلال أشهر الشتاء يتراوح بين 200-300م³.تمر 70٪ من مياه النهر خلال العام بموسم ذوبان الثلج بين شهرى مارس ويونيو.